# Piedrahíta (Cantabria)
Piedrahíta es un barrio del municipio de Santoña (Cantabria, España). Esta localidad se sitúa a 9 metros de altitud sobre el nivel del mar, junto a Argoños, y está a una distancia de 4,5 kilómetros de la capital municipal, Santoña. En el año 2008 Piedrahíta contaba con una población de 173 habitantes (INE).
Sus Fiestas Patronales se celebran el fin de semana posterior a la Fiesta de la Virgen del Puerto (8 de septiembre) en honor de Nuestra Señora de la Soledad, con un programa lúdico-festivo que mejora cada año, incluyendo una "Alubiada-Concurso" cuya participación aumenta año tras año.
- Datos: Q6075330